# Sedum mocinianum
Sedum mocinianum là một loài thực vật có hoa trong họ Crassulaceae. Loài này được Perez-Calix miêu tả khoa học đầu tiên năm 1998.